# Emanoil C. Teodorescu
Emanoil C. Teodorescu (n. 10 mai 1866, Siminicea, Suceava - d. 26 aprilie 1949, București) a fost un botanist român, membru titular (1945) al Academiei Române și membru corespondent al Academiei de științe din Franța.
A urmat cursurile Liceului „A.T. Laurian” din Botoșani, iar apoi s-a înscris la Facultatea de Științe a Universității din Iași, unde printre dascălii săi s-a numărat marele geolog Grigore Cobălcescu. După absolvirea studiilor universitare pleacă la Paris, unde, la Universitatea Sorbona își ia licența în științe naturale (1893), fiind șef de promoție. Întors în țară a ocupat un post de asistent la Universitatea din Iași, apoi la Institutul Botanic din București. În 1898 pleacă din nou la Paris pentru a lucra la Laboratorul de Biologie Vegetală de la Fontainebleau. Sub conducerea profesorului Gaston Bounier își susține (1899) teza de doctorat „Influența diverselor radiațiuni luminoase asupra formei și structurii plantelor”. Între anii 1907 – 1935, a fost profesor titular la Catedra de Anatomie și Fiziologie Vegetalã din cadrul Facultății de științe a Universității din București și director al Institutului Botanic. A fost considerat drept întemeietor al școlii de alergologie și al învățământului universitar de fiziologia plantelor din țara noastră. În cursul cercetărilor sale, a descoperit o nouă specie de alge (Dunaliella), nouă varietăți și 18 noi alge. A studiat și influența acidului carbonic asupra formei și structurii plantelor. De asemenea, a studiat mișcările autonome ale mai multor specii de alge. Pentru meritele sale didactice și științifice, a fost ales membru corespondent (1909), membru titular (1945) și membru titular activ (1948) al Academiei Române. Profesorul și omul de știință Emanoil C. Teodorescu a trecut în lumea umbrelor la 26 aprilie 1949, în București.